# Motaczowate

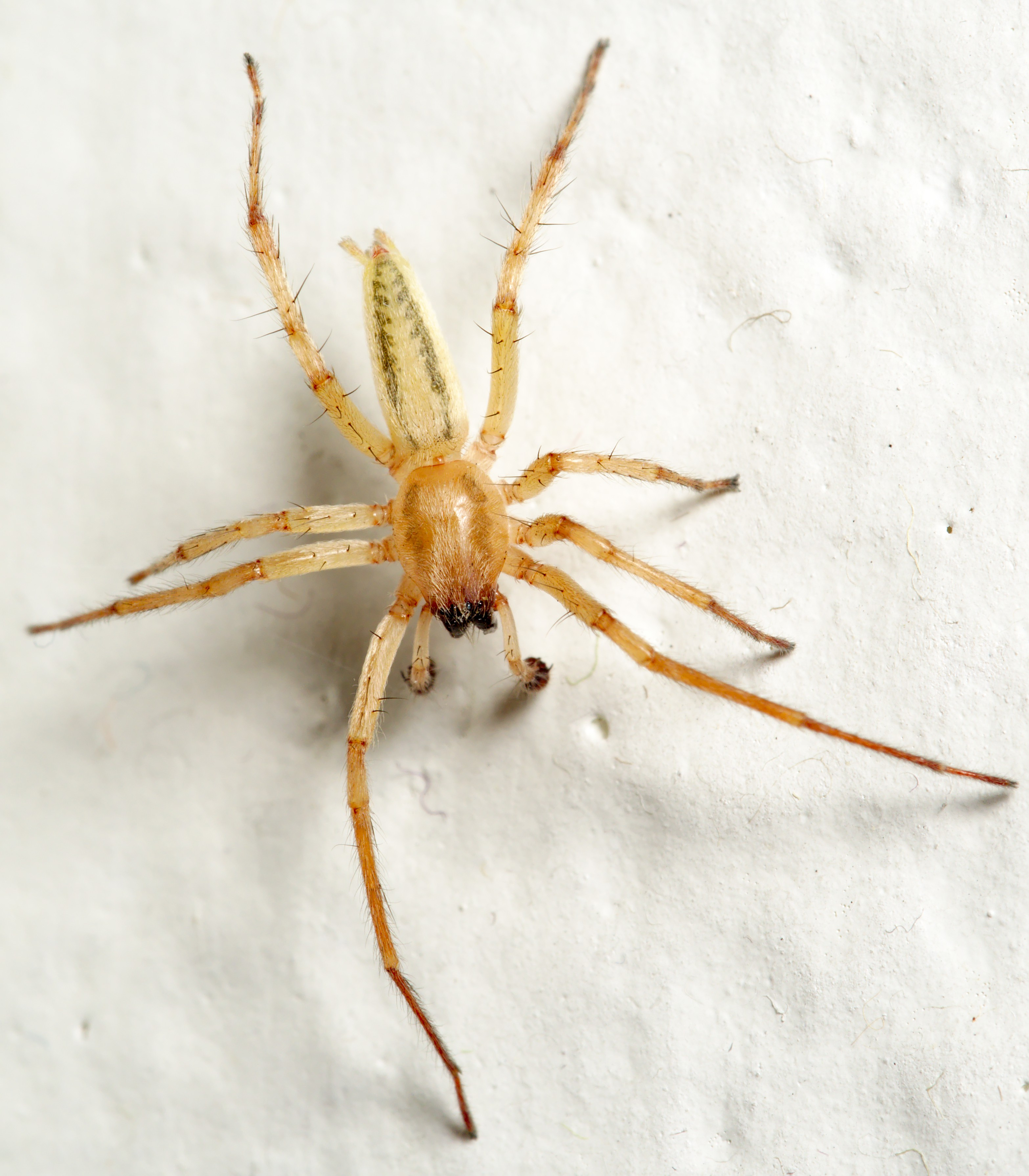
Hibana incursa

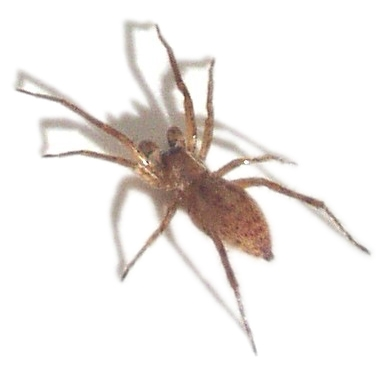
Samiec Aysha velox

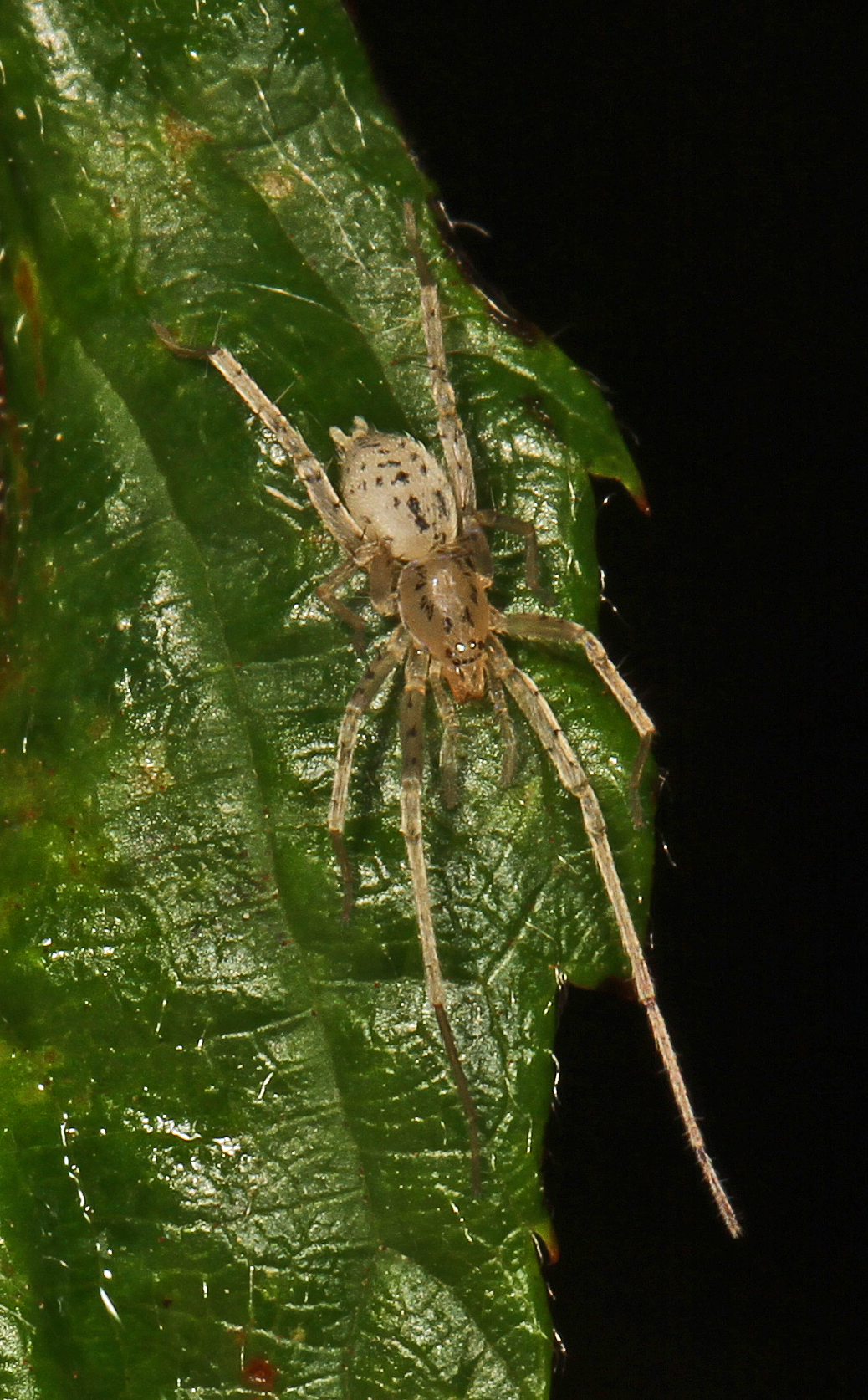
Wulfila saltabundus

Motaczowate (Anyphaenidae) – rodzina pająków z podrzędu Opisthothelae i infrarzędu Araneomorphae. Grupa kosmopolityczna, obejmująca ponad 500 opisanych gatunków. Odznacza się złożonym układem tchawkowym i blaszkowatymi szczecinkami przypazurkowymi. Samce szybko wibrują odwłokiem w ramach zalotów.

## Opis
Pająki te osiągają od 2,5 do 17 mm długości ciała. Karapaks mają w zarysie jajowaty, zaokrąglony lub prostokątny; nie szerszy niż dłuższy. Jamki karapaksu są podłużne, a szczecinki rzadko rozmieszczone. Ośmioro oczu ustawionych jest w dwa rzędy po dwie pary każdy. Szczękoczułki są dwuosiowe, długie, smukłe, niezespolone nasadami, zaopatrzone w dwa rzędy ząbków i silne kły jadowe. Warga dolna jest wolna, owalna lub wcięta na przedzie. Endyty są dłuższe niż szersze i ustawione równolegle. Dłuższe niż szersze sternum jest owalne z zaokrąglonym lub spiczastym szczytem i niekiedy z wklęsłym przednim brzegiem. 
Owalną do wąsko podługowatej opistosomę (odwłok) porastają krótkie szczecinki jasne i długie szczecinki ciemne. Układ oddechowy charakterystyczny: tchawki są większe niż u aksamitnikowatych, większe u samców niż u samic oraz przechodzą z opistosomy do prosomy (głowotułowia) i odnóży. Przetchlinka tchawkowa jest szeroka i leży w około ⅔ długości opistosomy. Opistosomę charakteryzują ponadto stożeczek zastąpiony włoskami, niezmodyfikowany wzgórek analny i brak siteczka przędnego. Obecnych jest sześć kądziołków przędnych, pozbawionych cylindrycznych czopków przędnych. Kądziołki przedniej pary są stożkowate, dwuczłonowe, przylegające do siebie nasadami, wyposażone w 1–2 czopki i liczne gruczoły gruszkowate. Pozostałe pary kądziołków mają gruczoły przędne formą przypominające kiść winogron. Środkowa para kądziołków jest jednoczłonowa, a tylna dwuczłonowa z walcowatą częścią dosiebną i stożkowatą odsiebną. 
Wykaz par odnóży od najdłuższej do najkrótszej to 1423 lub 4123. Nadstopia i stopy zaopatrzone są w pierzaste trichobotria, a te pierwszej i drugiej pary także w gęste skopule. Organy tarsalne są schowane. Stopy zakończone są dwoma ząbkowanymi pazurkami. Charakterystyczną cechą są przypazurkowe kępki złożone z dwóch rzędów dużych, blaszkowatych, silnie rozszerzonych w częściach szczytowych szczecinek.
Aparat kopulacyjny na nogogłaszczkach samca może być rozmaicie wykształcony. Płytki płciowe samic również są bardzo zmienne w obrębie rodziny. Wulwa zaopatrzona jest w dwie spermateki i zbiorniki nasienne.

## Występowanie i biologia
Rodzina kosmopolityczna, najbardziej zróżnicowana w krainie neotropikalnej. W Polsce reprezentowana tylko przez motacza nadrzewnego.
Pająki te zasiedlają pnie i korony drzew, krzewy i ściółkę, a niektóre przystosowały się do życia w strefie międzypływowej. Polują aktywnie, w większości przypadków nocą. Kryjówki budują w formie rurkowatych oprzędów. Samce w trakcie zalotów bardzo szybko wibrują opistosomą (odwłokiem), stąd dymorfizm płciowy w budowie tchawek – u samca są szersze i wskutek tego efektywniejsze w dostarczaniu tlenu do szybko pracujących mięśni.

## Taksonomia
Takson ten wyróżniony został w 1878 roku przez Philippa Bertkau. Przez dłuższy czas klasyfikowany był jako podrodzina w obrębie aksamitnikowatych. W 1923 do rangi osobnej rodziny wyniósł je Aleksandr Pietrunkiewicz. W 1974 Norman I. Platnick poparł stanowisko Pietrunkiewicza wskazując na trzy cechy budowy tchawek oraz budowę szczecinek przypazurkowych jako wyraźnie odróżniające motaczowate od aksamitnikowatych.
Dotychczas opisano ponad 500 gatunków, zaliczanych do 56 rodzajów:
- Acanthoceto Mello-Leitão, 1944
- Aljassa Brescovit, 1997
- Amaurobioides O. Pickard-Cambridge, 1883
- Anyphaena Sundevall, 1833
- Anyphaenoides Berland, 1913
- Arachosia O. Pickard-Cambridge, 1882
- Araiya Ramírez, 2003
- Australaena Berland, 1942
- Axyracrus Simon, 1884
- Aysenia Tullgren, 1902
- Aysenoides Ramírez, 2003
- Aysha Keyserling, 1891
- Bromelina Brescovit, 1993
- Buckupiella Brescovit, 1997
- Coptoprepes Simon, 1884
- Ferrieria Tullgren, 1901
- Gamakia Ramírez, 2003
- Gayenna Nicolet, 1849
- Gayennoides Ramírez, 2003
- Hatitia Brescovit, 1997
- Hibana Brescovit, 1991
- Iguarima Brescovit, 1997
- Ilocomba Brescovit, 1997
- Isigonia Simon, 1897
- Italaman Brescovit, 1997
- Jessica Brescovit, 1997
- Josa Keyserling, 1891
- Katissa Brescovit, 1997
- Lepajan Brescovit, 1993
- Lupettiana Brescovit, 1997
- Macrophyes O. Pickard-Cambridge, 1893
- Mesilla Simon, 1903
- Monapia Simon, 1897
- Negayan Ramírez, 2003
- Osoriella Mello-Leitão, 1922
- Otoniela Brescovit, 1997
- Oxysoma Nicolet, 1849
- Patrera Simon, 1903
- Phidyle Simon, 1880
- Philisca Simon, 1884
- Pippuhana Brescovit, 1997
- Sanogasta Mello-Leitão, 1941
- Selknamia Ramírez, 2003
- Shuyushka Dupérré & Tapia, 2016
- Sillus F. O. Pickard-Cambridge, 1900
- Tafana Simon, 1903
- Tasata Simon, 1903
- Temnida Simon, 1896
- Teudis O. Pickard-Cambridge, 1896
- Thaloe Brescovit, 1993
- Timbuka Brescovit, 1997
- Tomopisthes Simon, 1884
- Umuara Brescovit, 1997
- Wulfila O. Pickard-Cambridge, 1895
- Wulfilopsis Soares & Camargo, 1955
- Xiruana Brescovit, 1997